# Нартециевые
Нартециевые (лат. Nartheciaceae) — семейство однодольных растений. 

## Распространение
Виды семейства Нартециевые встречаются в Северном полушарии.

## Роды
- Aletris L. — Алетрис[2][3]
- Lophiola Ker Gawl.[4]
- Metanarthecium Maxim. — Метанартециум
- Narthecium Huds. — Нартециум[5]
- Nietneria Klotzsch ex Benth. & Hook.f.